# Carya dunbarii
Carya dunbarii är en valnötsväxtart som beskrevs av Charles Sprague Sargent. Carya dunbarii ingår i släktet hickory, och familjen valnötsväxter. Inga underarter finns listade i Catalogue of Life.